# Periplast
Der Periplast ist eine als Zellhülle ausgebildete Protoplasmaschicht, vornehmlich bei Flagellaten, in ähnlicher Form aber auch bei Bakterien oder als periplasmischer Cortex bei Acantharia. Er dient als Außenhaut um die Zelle.

## Flagellaten
Der Periplast ist eine dabei geschichtete Zellhülle, Arten die über Periplaste verfügen haben keine Zellwände. Er bestehend aus einer inneren und einer äußeren Periplastenkomponente aus Proteinen. Dazwischen liegt die Plasmamembran der Zelle. Oft zeigen beide Periplastenkomponenten feine Strukturierungen, zum Beispiel bei den Cryptophyceae. Die innere Periplastenkomponente kann zum Beispiel aus polygonalen Platten, sich überlappenden rektangulären Platten oder aus einer durchgehenden Schicht bestehen. Die äußere Periplastenkomponente kann sich auch aus Platten oder aus Rosettenschuppen und feinen Fibrillen zusammensetzen.,
Bei einigen Arten wie zum Beispiel Goldmonaden der Gattung Synura tragen kieselige Schuppen oder Kalkkörperchen als Ein- oder seltener als Auflagerungen. Auch bei Bakterien, zum Beispiel bei den Spirochäten finden sich Periplaste.,

## Acantharia
Bei Acantharia besteht der periplasmische Cortex als äußerste Schicht der Zelle aus zwanzig, miteinander elastisch verbundenen Polygonen, die um ihre Stacheln gelagert sind.

## Nachweise
1. 1 2  E. Gantt: Micromorphology of the Periplast of Chroomonas sp. (Cryptophyceae) in Journal of Phycology. Vol. 7 (3), 1971. Seiten 177–184. doi:10.1111/j.1529-8817.1971.tb01498.x
2. 1 2  Maria A. Faust: Structure of the Periplast of Cryptomonas ovata var. palustris in Journal of Phycology. Vol. 10 (1), 1974. Seiten 121–124. doi:10.1111/j.1529-8817.1974.tb02687.x
3. ↑  Colette Febvre, Jean Febvre, Anthony Michaels: Acantharia In: John J. Lee, G. F. Leedale, P. Bradbury (Hrsg.): An Illustrated Guide to the Protozoa. Band 2. Allen, Lawrence 2000, ISBN 1-891276-23-9, S. 783–803 (englisch).